# SYR1: Anagrama
SYR1: Anagrama es un EP de Sonic Youth. Fue el primero de una serie de lanzamientos experimentales y mayoritariamente instrumentales, realizados bajo el propio sello de la banda, Sonic Youth Recordings.
Las notas de la carátula fueron escritas en francés, comenzando con la tradición del sello de escribir las carátulas en lenguajes foráneos.

## Lista de canciones
1. "Anagrama" – 9:31
2. "Improvisation Ajoutée" – 2:54
3. "Tremens" – 3:22
4. "Mieux: De Corrosion" – 6:54

- Datos: Q3052840